# Пфаффіан
Пфаффіаном кососиметричної матриці називається деякий многочлен від її елементів, квадрат якого дорівнює визначнику цієї матриці. Як і визначник, пфаффіан є ненульовим тільки для кососиметричних матриць порядку {\displaystyle 2n\times 2n}, і в цьому випадку його степінь дорівнює n.
Термін «пфаффіан» був введений Артуром Келі та названий на честь німецького математика Йоганна Фрідріха Пфаффа.

## Приклади
{\displaystyle {\mbox{Pf}}{\begin{bmatrix}0&a\\-a&0\end{bmatrix}}=a.}
{\displaystyle {\mbox{Pf}}{\begin{bmatrix}0&a&b&c\\-a&0&d&e\\-b&-d&0&f\\-c&-e&-f&0\end{bmatrix}}=af-be+dc.}
{\displaystyle {\mbox{Pf}}{\begin{bmatrix}0&\lambda _{1}&0&0&\cdots &0&0\\-\lambda _{1}&0&0&0&\cdots &0&0\\0&0&0&\lambda _{2}&\cdots &0&0\\0&0&-\lambda _{2}&0&\cdots &0&0\\\vdots &\vdots &\vdots &\vdots &\ddots &\vdots &\vdots \\0&0&0&0&\cdots &0&\lambda _{n}\\0&0&0&0&\cdots &-\lambda _{n}&0\end{bmatrix}}=\lambda _{1}\lambda _{2}\cdots \lambda _{n}.}

## Означення
Нехай {\displaystyle A=\{a_{ij}\}} є кососиметричною матрицею порядку {\displaystyle 2n\times 2n}. Пфаффіаном матриці A називається многочлен від її елементів заданий як:
{\displaystyle \operatorname {pf} (A)={\frac {1}{2^{n}n!}}\sum _{\sigma \in S_{2n}}\operatorname {sgn} (\sigma )\prod _{i=1}^{n}a_{\sigma (2i-1),\sigma (2i)}}
де S2n позначає симетричну групу порядок якої є рівним (2n)!, а sgn(σ) є знаком перестановки σ.
Еквівалентно, якщо {\displaystyle \Pi } позначає множину всіх розбиттів множини {\displaystyle \{1,2,\dots ,2n\}} на невпорядковані пари (всього існує {\displaystyle (2n-1)!!} таких розбиттів), то кожне {\displaystyle \alpha \in \Pi } може бути записано як
{\displaystyle \alpha =\{(i_{1},j_{1}),(i_{2},j_{2}),\cdots ,(i_{n},j_{n})\},}
де {\displaystyle i_{k}<j_{k}} і {\displaystyle i_{1}<i_{2}<\cdots <i_{n}}. Нехай
{\displaystyle \pi ={\begin{bmatrix}1&2&3&4&\cdots &2n\\i_{1}&j_{1}&i_{2}&j_{2}&\cdots &j_{n}\end{bmatrix}}}
позначає відповідну перестановку, а {\displaystyle {\mbox{sgn}}(\alpha )} — знак перестановки {\displaystyle \pi }.
Для розбиття {\displaystyle \alpha } визначимо
{\displaystyle A_{\alpha }=\operatorname {sgn} (\alpha )a_{i_{1},j_{1}}a_{i_{2},j_{2}}\cdots a_{i_{n},j_{n}}.}
Пфаффіан матриці A є рівним:
{\displaystyle \operatorname {Pf} (A)=\sum _{\alpha \in \Pi }A_{\alpha }.}
Пфаффіан кососиметричної матриці розміру {\displaystyle n\times n} для непарного n за означенням дорівнює нулю.

### Рекурсивне означення
Пфаффіан матриці розміру {\displaystyle 0\times 0} вважається рівним 1; пфаффіан кососиметричної матриці A розміру {\displaystyle 2n\times 2n} при {\displaystyle n>0} може бути означений рекурсивно:
{\displaystyle \operatorname {Pf} (A)=\sum _{{j=1} \atop {j\neq i}}^{2n}(-1)^{i+j+1+\theta (i-j)}a_{ij}\operatorname {Pf} (A_{{\hat {\imath }}{\hat {\jmath }}}),}
де індекс {\displaystyle i} може бути обраний довільно, {\displaystyle \theta (ij)} — функція Гевісайда, а {\displaystyle A_{{\hat {\imath }}{\hat {\jmath }}}} позначає матрицю A без i-тих і j-тих рядків і стовпців.

### Альтернативне означення
Для {\displaystyle 2n\times 2n} кососиметричної матриці {\displaystyle A=\{a_{ij}\}} розглянемо бівектор:
{\displaystyle \omega =\sum _{i<j}a_{ij}\;e_{i}\wedge e_{j}.}
де {\displaystyle \{e_{1},e_{2},\dots ,e_{2n}\}} є стандартний базис в {\displaystyle \mathbb {R} ^{2n}}. Тоді пфаффіан визначається таким рівнянням:
{\displaystyle {\frac {1}{n!}}\omega ^{\wedge n}={\mbox{Pf}}(A)\;e_{1}\wedge e_{2}\wedge \dots \wedge e_{2n},}
де {\displaystyle \omega ^{\wedge n}} позначає зовнішній добуток n копій {\displaystyle \omega }.

## Властивості
Для {\displaystyle 2n\times 2n} кососиметричної матриці {\displaystyle A} і для довільної {\displaystyle 2n\times 2n} матриці {\displaystyle B}:
- {\displaystyle {\mbox{Pf}}(A)^{2}=\det(A)}

- {\displaystyle {\mbox{Pf}}(BAB^{T})=\det(B){\mbox{Pf}}(A)}

Позначимо {\displaystyle {\bar {A}}=BAB^{T}.} За означенням добутку матриць {\displaystyle {\bar {a}}_{ij}=(BAB^{T})_{ij}=\sum _{k,l=1}^{2n}b_{ik}b_{jl}a_{kl}.} Тому
{\displaystyle \operatorname {pf} (BAB^{T})={\frac {1}{2^{n}n!}}\sum _{\sigma \in S_{2n}}\operatorname {sgn} (\sigma )\prod _{i=1}^{n}{\bar {a}}_{\sigma (2i-1),\sigma (2i)}={\frac {1}{2^{n}n!}}\sum _{\sigma \in S_{2n}}\operatorname {sgn} (\sigma )\prod _{i=1}^{n}\left(\sum _{k,l=1}^{2n}b_{\sigma (2i-1),k}b_{\sigma (2i),l}a_{kl}\right)}
Нехай тепер {\displaystyle \varphi } позначає довільне відображення із множини {\displaystyle \{1,2,\ldots ,2n\}} у себе (не обов'язково перестановку). Розписавши попередній вираз одержуємо, що
{\displaystyle {\frac {1}{2^{n}n!}}\sum _{\sigma \in S_{2n}}\operatorname {sgn} (\sigma )\prod _{i=1}^{n}\left(\sum _{k,l=1}^{2n}b_{\sigma (2i-1),k}b_{\sigma (2i),l}a_{kl}\right)={\frac {1}{2^{n}n!}}\sum _{\varphi }\sum _{\sigma \in S_{2n}}\operatorname {sgn} (\sigma )\prod _{i=1}^{n}b_{\sigma (2i-1),\varphi (2i-1)}b_{\sigma (2i),\varphi (2i)}a_{\varphi (2i-1),\varphi (2i)}.}
Але для кожного конкретного відображення {\displaystyle \varphi } вираз {\displaystyle \sum _{\sigma \in S_{2n}}\operatorname {sgn} (\sigma )\prod _{i=1}^{n}b_{\sigma (2i-1),\varphi (2i-1)}b_{\sigma (2i),\varphi (2i)}} є рівним {\displaystyle \det B_{\varphi },} де {\displaystyle B_{\varphi }} є матрицею розмірності {\displaystyle 2n\times 2n} для якої i-ий стовпець є {\displaystyle \varphi (i)}-стовпцем матриці {\displaystyle B.} Тому якщо {\displaystyle \varphi } не є перестановкою, деякі стовпці є однаковими і відповідний визначник є рівним нулю. В іншому випадку {\displaystyle \det B_{\varphi }=\operatorname {sgn}(\varphi )\det B.} Таким чином:
{\displaystyle {\mbox{Pf}}(BAB^{T})=\det(B)\cdot {\frac {1}{2^{n}n!}}\sum _{\varphi \in S_{2n}}\operatorname {sgn} (\varphi )\prod _{i=1}^{n}a_{\varphi (2i-1),\varphi (2i)}=\det(B){\mbox{Pf}}(A).}
- {\displaystyle {\mbox{Pf}}(\lambda A)=\lambda ^{n}{\mbox{Pf}}(A)}

- {\displaystyle {\mbox{Pf}}(A^{T})=(-1)^{n}{\mbox{Pf}}(A)}

- Для блок-діагональної матриці

{\displaystyle {\mbox{Pf}}{\begin{bmatrix}A_{1}&0\\0&A_{2}\end{bmatrix}}={\mbox{Pf}}(A_{1}){\mbox{Pf}}(A_{2}).}
- Для довільної {\displaystyle n\times n} матриці {\displaystyle M}:

{\displaystyle {\mbox{Pf}}{\begin{bmatrix}0&M\\-M^{T}&0\end{bmatrix}}=(-1)^{n(n-1)/2}\det M.}